# Cuatro Dineros
Cuatro Dineros es un despoblado medieval en el actual término municipal de Montalbán (provincia de Teruel). Era una antigua aldea de la Encomienda de Montalbán, bajo la jurisdicción de la Orden de Santiago.

## Toponimia
Es mencionado como Quatro dineros o Castiel de Quatro Dinieros en Rationes decimarum Hispaniae (1279-80):

Item pro primitia de Adovas, Scuita, si Plou, Castiel de Quatro Dinieros.

item a vicario de Adovas, Castiel de Cabras, quatro dineros, Escuyta si Plou, pro IV annis.